# Carolinum (Praga)
Carolinum (także Karolinum) – kompleks budynków – najstarsze kolegium uniwersyteckie w Europie Środkowej – mieści się na Starym Mieście w Pradze, rogu Targu Owocowego i ulicy Żelaznej, na południe od Rynku Staromiejskiego. Wpisane pod numerem 109. na listę Narodowych zabytków kultury Republiki Czeskiej.
W jego bezpośrednim sąsiedztwie znajduje się Stavovské divadlo.